# Трифосфид тетрародия
Трифосфид тетрародия — бинарное неорганическое соединение
родия и фосфора
с формулой Rh4P3,
кристаллы.

## Получение
- Сплавление стехиометрических количеств чистых веществ:

{\displaystyle {\mathsf {4Rh+3P\ {\xrightarrow {900-1100^{o}C}}\ Rh_{4}P_{3}}}}

## Физические свойства
Трифосфид тетрародия образует кристаллы
ромбической сингонии,
пространственная группа P nma,
параметры ячейки a = 1,1662 нм, b = 0,3317 нм, c = 0,9994 нм, Z = 4
.
Соединение разлагается при температуре >1000°С
.
При температуре 2,5 К переходит в сверхпроводящее состояние
.